# Staro Čiče
Staro Čiče je naseljeno mjesto u Republici Hrvatskoj u Zagrebačkoj županiji. Nalazi se u Turopolju, a administrativno je u sastavu grada Velike Gorice. Proteže se na površini od 3,02 km². Prema popisu stanovništva iz 2011. godine Staro Čiče ima 790 stanovnika koji žive u 240 domaćinstava. Gustoća naseljenosti iznosi 261 st./km². Tu je rođen Juraj Habdelić, kajkavski pisac.

## Stanovništvo
| broj stanovnika | 227   | 223   | 243   | 267   | 312   | 300   | 273   | 310   | 309   | 351   | 331   | 348   | 472   | 691   | 787   | 790   | 720   |
|                 | 1857. | 1869. | 1880. | 1890. | 1900. | 1910. | 1921. | 1931. | 1948. | 1953. | 1961. | 1971. | 1981. | 1991. | 2001. | 2011. | 2021. |

## Znamenitosti
- Stari župni dvor, zaštićeno kulturno dobro